# Fabián Rinaudo
Fabián Andrés Rinaudo (ur. 15 maja 1987 w Armstrong) – argentyński piłkarz występujący na pozycji pomocnika. Zawodnik klubu Gimnasia La Plata.

## Kariera klubowa
Rinaudo zawodową karierę rozpoczynał w sezonie 2008/2009 w zespole Gimnasia La Plata z Primera División Argentina. W tych rozgrywkach zadebiutował 5 października 2008 roku w zremisowanym 0:0 pojedynku z River Plate. Od czasu debiutu Rinaudo jest podstawowym graczem składu Gimnasii. 15 lutego 2009 roku w wygranym 3:2 spotkaniu z Lanúsem strzelił pierwszego gola w Primera División.

## Kariera reprezentacyjna
W reprezentacji Argentyny Rinaudo zadebiutował 21 maja 2009 roku w wygranym 3:1 towarzyskim meczu z Panamą.